# Fatoua pilosa
Fatoua pilosa là một loài thực vật có hoa trong họ Moraceae. Loài này được Gaudich. mô tả khoa học lần đầu tiên vào năm 1830.